# Лакрос на Олімпійських іграх
Змагання з лакросу відбулися лише на двох Олімпійських іграх — 1904 та 1908 року. Обидва рази у них брали участь лише чоловіки, і обидва рази золото вигравали команди Канади. Всього на двох Олімпіадах у змаганнях із лакросу брало участь три країни. Згодом цей вид спорту виключили із олімпійської програми, проте він з'являвся у 1928, 1932 і 1948 роках як демонстраційний.

## Змагання
• = офіційні змагання , (д) = демонстраційні змагання
| Змагання | 04 | 08 | 12 | 20 | 24 | 28  | 32  | 36 | 48  |
| -------- | -- | -- | -- | -- | -- | --- | --- | -- | --- |
| Чоловіки | •  | •  |    |    |    | (д) | (д) |    | (д) |

## Медальний залік
Кожна команда, що брала участь у змаганнях, завоювала медаль. Найбільше — три медалі — завоювала Канада.
| Місце | Країна                | Золото | Срібло | Бронза | Загалом |
| ----- | --------------------- | ------ | ------ | ------ | ------- |
| 1     | Канада (CAN)          | 2      | 0      | 1      | 3       |
| 2     | Велика Британія (GBR) | 0      | 1      | 0      | 1       |
| 2     | США (USA)             | 0      | 1      | 0      | 1       |

## Участь за країнами
| Країна                | 1904 | 1908 | 1912—1924 | 1928 | 1932 | 1936 | 1948 | Роки |
| --------------------- | ---- | ---- | --------- | ---- | ---- | ---- | ---- | ---- |
| Велика Британія (GBR) | —    | 2    |           | •    |      |      | •    | 1    |
| Канада (CAN)          | 1; 3 | 1    |           | •    | •    |      | •    | 2    |
| США (USA)             | 2    |      |           | •    | •    |      | •    | 1    |
| Всього країн: 3       | 2    | 2    |           | 3    | 2    |      | 3    |      |